# Concierto para flauta n.º 1 (Mozart)
El Concierto para flauta n.º 1 en sol mayor, K. 313/285c, fue escrito en 1778 por Wolfgang Amadeus Mozart. 

## Historia
La obra fue encargada por el flautista holandés Ferdinand De Jean en 1777, parece ser que Mozart le proporcionó cuatro cuartetos para flauta y tres conciertos para flauta, aunque solo llegó a completar dos de los tres conciertos: el KV 313 sería el primero. El Andante para flauta y orquesta (KV 315) pudo haber sido escrito como movimiento lento alternativo para este concierto.

## Análisis musical

### Instrumentación
Esta pieza musical está escrita para cuerdas, dos oboes (que son reemplazados por dos flautas en el movimiento Adagio), y dos trompas.

### Estructura
Consta de tres movimientos:
- I. Allegro maestoso.
- II. Adagio ma non troppo.
- III. Rondó: Tempo di Menuetto.

Con frecuencia se dice que el inicio del segundo movimiento se asemeja al célebre tema del vals Danubio azul de Johann Strauss II, que fue compuesto muchos años después.